# Ahmad Carroll
(en) Statistiques sur pro-football-reference
(en) Statistiques sur statscrew
Ahmad Raheem Carroll (né le 4 août 1983 à Atlanta) est un joueur américain de football américain et de football canadien.

## Enfance
Carroll étudie à la Frederick Douglas High School d'Atlanta où il est un des meilleurs joueurs du district. Parallèlement, il décroche le titre de champion de Géorgie du 100 mètres.

## Carrière

### Université
Il entre à l'université de l'Arkansas où il intègre, d'abord l'équipe athlétisme de l'université, comme sprinteur, ainsi que l'équipe de football américain comme cornerback. Lors de ses années universitaires, il fait 140 tacle, vingt-cinq passes déviées, quatre interceptions, deux fumbles récupérés, deux provoqués.

### Professionnel
Ahmad Carroll est sélectionné au premier tour du draft de la NFL de 2004 par les Packers de Green Bay au vingt-cinquième choix. Dès son arrivée, il décroche le poste de cornerback titulaire mais il se fait aussi connaître par son tempérament agressif, étant la cible de nombreuses pénalités, notamment pour des contacts illégaux. Lors de la quatrième journée de la saison 2006, il ne réussit à contenir les ardeurs de Greg Lewis, contre les Eagles de Philadelphie, qui marque deux touchdowns. Carroll sera sanctionné à trois reprises durant ce match. Après ce match catastrophique, il est libéré par la franchise de Green Bay.
En octobre 2006, il signe avec les Jaguars de Jacksonville où il ne dispute qu'un match avec les Jaguars. Le 5 mai 2007, Carroll est arrêté, dans la nuit, avec une arme et de la drogue. Le matin de son arrestation, il est présenté à la cour pour de nombreux chefs d'accusation dont possession d'une arme sans permis et possession d'ecstasy. Deux jours plus tard, les Jaguars le libèrent sans concession. Il passe la saison 2007 sans équipe.
Il revient en 2008, en Arena Football League après avoir signé un contrat avec les Predators d'Orlando avec qui il reste un an. Après cela, il commence à s'entraîner avec les Jets de New York avant de signer un contrat pour la saison 2008 où il joue comme remplaçant, entrant au cours de tous les matchs de la saison. Il est libéré après cette saison mais revient le 16 mars 2009 et entre au cours de six matchs en 2009 avant d'être remercié le 16 novembre.
Carroll tente sa chance en Ligue canadienne de football où il signe avec les Stampeders de Calgary mais il n'y reste pas longtemps et se dirige vers l'United Football League où il fait un essai chez les Colonials de Hartford qui ne sera pas concluant. Il doit attendre un an avant de retrouver une équipe, en signant avec les Destroyers de la Virginie avec qui il remporte le championnat UFL.
Après ce titre de champion, Carroll retourne en AFL en signant avec son ancienne équipe des Predators mais il n'est pas conservé pour la prochaine saison. Il signe avec les Rattlers d'Arizona mais là non plus, la franchise de football américain en salle ne le retient pas dans sa liste définitive. Le 10 mai 2012, il signe avec les Argonauts de Toronto, jouant en Ligue canadienne de football (LCF). Le 30 juin, il joue son premier match officiel en LCF, contre les Eskimos d'Edmonton. Néanmoins, lors de ce match, il est sanctionné d'une interférence de passe sur le receveur Fred Stamps sur une passe de Steven Jyles. La pénalité donne un field goal aux Eskimos qui remportent ce match 19-15. Il remporte la centième édition de la coupe Grey avec Toronto. Après cette victoire, il décide de mettre un terme à sa carrière.

## Palmarès
- Équipe de la conférence SEC 2001 et 2003
- Championnat UFL 2011
- Vainqueur de la 100e Coupe Grey (2012)